# レスリー・イースターブルック
レスリー・イースターブルック（Leslie Easterbrook, 1949年7月29日 - ）は、アメリカ合衆国の女優、声優である。

## 来歴
1949年、カリフォルニア州ロサンゼルス生まれ。ネブラスカ州育ち。父親は声楽の教授でネブラスカにある大学で教鞭をとっていた。1980年に映画『Just Tell Me What You Want』で女優デビューを果たす。これまでテレビドラマを中心に数多くのゲスト出演をしてきたが、徐々に名を知られ始めたのはテレビドラマ『Laverne & Shirley』における主人公の隣人役。しかし、その後出演した人気シリーズ『ポリスアカデミー』のデビー・キャラハン役で日本をはじめ、アメリカ国内での知名度も上がった。同作品ではブロンドのセクシーなスタイルの教官を演じ、第2作目を除く6作品に出演した。また、大ヒットしたことにより、共演したババ・スミスと共に来日も果たした。その後、若き日のジョニー・デップらが出演した『マイアミ・ホット・リゾート』などへも出演している。
ブロードウェイでのミュージカル劇やオフ・ブロードウェイなどへの舞台経験もあり、テレビアニメなどにおける声優など、幅広く活躍している。チャリティー活動にも力を入れており、National Law Enforcement Officers Memorialという恵まれない子供たちに対する基金の設立にも携わった。近年ではホラー映画への出演が多い。

## 出演作品

### 映画
- Just Tell Me What You Want (1980)
- ポリスアカデミー Police Academy (1984)
- マイアミ・ホット・リゾート Private Resort (1985)
- ポリスアカデミー3 全員再訓練! Police Academy 3: Back in Training (1986)
- ポリスアカデミー4 市民パトロール Police Academy 4: Citizens on Patrol (1987)
- ポリスアカデミー5 マイアミ特別勤務 Police Academy 5: Assignment: Miami Beach (1988)
- ハイジャック/ フライト847 The Taking of Flight 847: The Uli Derickson Story  (1988) ※テレビ映画
- ポリスアカデミー6 バトルロイヤル Police Academy 6: City Under Siege (1989)
- ポリスアカデミー'94 モスクワ大作戦!! Police Academy: Mission to Moscow (1994)
- Two Voices (1997) ※テレビ映画
- The Hunted (1998)
- Artie (2000)
- The Song of the Lark (2001) ※テレビ映画
- Aquarius (2002)
- Dismembered (2003)
- Tales of a Fly on the Wall (2004)
- Long Distance (2005)
- プレシディオ殺人事件 Murder at the Presidio (2005) ※テレビ映画
- デビルズ・リジェクト マーダー・ライド・ショー2 The Devil's Rejects (2005)
- ハウス House (2007)
- A Family Lost (2007) ※テレビ映画
- ハロウィン Halloween (2007)
- ライラにお手あげ The Heartbreak Kid (2007)
- Black Water Transit (2009)
- アフリクテッド The Afflicted (2010)
- Hollywood & Wine (2010)
- Monsterpiece Theatre Volume 1 (2011)
- RIFT (2011)
- NightLights (2012)
- Mirror Image (2012)
- Find Me (2012)
- Compound Fracture (2013)
- House of the Witchdoctor (2013)
- ソロリティ・パーティ・マサカー Sorority Party Massacre (2013)
- Clubhouse (2013)
- ラバランチュラ 全員出動! Lavalantula (2015)

### テレビドラマ
- Me and Maxx (1980)
- ラバーン&シャーリー Laverne & Shirley (1980 - 1983)
- Aloha Paradise (1981)
- ラブ・ボート The Love Boat (1981 - 1983)
- ファンタジー・アイランド Fantasy Island (1982)
- Ace Crawford, Private Eye (1983)
- Dr.トラッパー サンフランシスコ病院物語 Trapper John, M.D. (1983)
- 爆発!デューク The Dukes of Hazzard (1984)
- Domestic Life (1984)
- 1st & Ten (1984)
- Brothers (1985)
- ミラクル・エスパーズ! Misfits of Science (1985)
- Ryan's Hope (1985 - 1987)
- New Love, American Style (1986)
- Ohara (1988)
- ジェシカおばさんの事件簿 Murder, She Wrote (1988 - 1995)
- レストランは大騒ぎ It's a Living (1989)
- The Munsters Today (1989)
- Equal Justice (1990)
- Ann Jillian (1990)
- マトロック Matlock (1990)
- Hunter (1991)
- ベイウォッチ Baywatch (1991)
- Hangin' with Mr. Cooper (1992)
- Bodies of Evidence (1993)
- Dr.マーク・スローン Diagnosis Murder (1998)
- The Funny Man (2011)

### テレビアニメ
- バットマン Batman (1992)
- スーパーマン Superman (1997)
- ポリスアカデミー Police Academy: The Series (1997)

### ビデオゲーム
- Superman (1998)

### その他
- The Moment After (2002) ※短編
- A Dead Calling (2006) ※ビデオ作品
- Cartel, 1882 (2007) ※ビデオ作品
- Nevermind the Dawn (2011) ※短編